# Sârbi (okręg Vrancea)
Sârbi – wieś w Rumunii, w okręgu Vrancea, w gminie Țifești. W 2011 roku liczyła 802
mieszkańców.